# 印支無鬚魮
印支無鬚魮（学名：Puntius schanicus）是輻鰭魚綱鯉形目鯉科無鬚魮屬的一個種，該物種於1893年由乔治·亚伯特·布兰洁描述及命名，主要分布於亞洲薩爾溫江流域，棲息在中底層水域。